# 마일렌
마일렌(Meilen)은 스위스 취리히주의 마일렌구에 있는 자치체이다.

## 역사
마일렌의 고고학적 발견은 4,000년 이상 거슬러 올라간다. 1854년 1월, 취리히 호수의 수위는 특히 낮았고, 지역 주민들은 일부 토지를 되찾을 기회를 얻었다. 이 작업을 수행하는 동안 핀, 호르겐 및 청동기 시대 초기 문화의 선사 시대 물건이 발굴되어 초기 정착에 대한 명확한 증거를 제공했다.
지역 주민들은 로마 시대(AD 1~3세기)의 동전도 발굴했다. 로마 도로 중 하나는 투리쿰(취리히)과 쿠어까지의 장소를 연결하고, 마일렌을 지나갔다. 최근 도로 건설 중에 많은 유적이 발견되었다.
마일렌의 일부는 장크트갈렌의 수도원, 아인지델른과 제킹엔의 수도원, 또는 더 지역적인 취리히의 그로스뮌스터를 포함한 수도원 소유였다. 마일렌은 820년에서 880년 사이에 마일라나(Meilana)로 처음 언급된다.
마을의 문장에는 지역 성인 프리드베르크 성을 나타내는 두 개의 성 타워가 있다. 성은 1200년경에 지어졌지만 14세기에 확장되었다. 29m 아래로 내려가는 분수를 포함하여 일부 유적이 여전히 보인다. 마일렌의 와인 양조는 수세기 전으로 거슬러 올라간다.
1384년 마일렌은 취리히의 영지가 되었다. 리브 덕분에 마일렌은 1798년까지 상대적인 자율성을 누렸다. 중세 이후로 마일렌에서 지역 무역과 수공예품이 설립되었다. 지역 농업을 지원하기 위해 최소한 4개의 방앗간이 있었다. 18세기 말에 산업화가 직물 형태로 마일렌에 도착했지만, 이러한 형태의 생산은 19세기에 사라졌다. 1894년 철도가 개통되면서 지역 무역과 산업이 꽃을 피웠다. 호르겐으로 가는 페리는 1933년에 개업했다.

## 지리
마일렌의 면적은 11.9k㎡이다. 이 지역 중 46.9%는 농업용으로, 24.4%는 산림, 27.2%는 주거지(건물 또는 도로)이며 나머지(1.4%)는 불모지(강, 빙하 또는 산)이다. 1996년에는 주택과 건물이 전체 면적의 21.4%를 차지하고 교통 기반 시설이 나머지(5.8%)를 차지했다. 전체 비생산 지역 중 물(하천 및 호수)은 면적의 0.2%를 차지했다. 2007년 현재 전체 시정촌 면적의 26.5%가 어떤 형태로든 건설되고 있다.
그것은 취리히 호수의 북쪽 은행에 위치하고 있다. 마일렌은 취리히와 라퍼스빌의 중간쯤에 위치해 있다. 마일렌은 페리로 호수 건너 호르겐으로 연결된다. 현지 방언으로 마일레(Meile)라고 한다.
도시는 4개 구역(Wachten), 즉 호수 쪽을 따라 펠트마일렌, 도르프마일렌 및 오버마일렌과 파넨슈틸산을 향한 베르크마일렌으로 나뉜다. 학군은 더 자율적이었지만 오늘날에는 학군이 학교 교육 목적으로만 사용된다.

## 인구통계

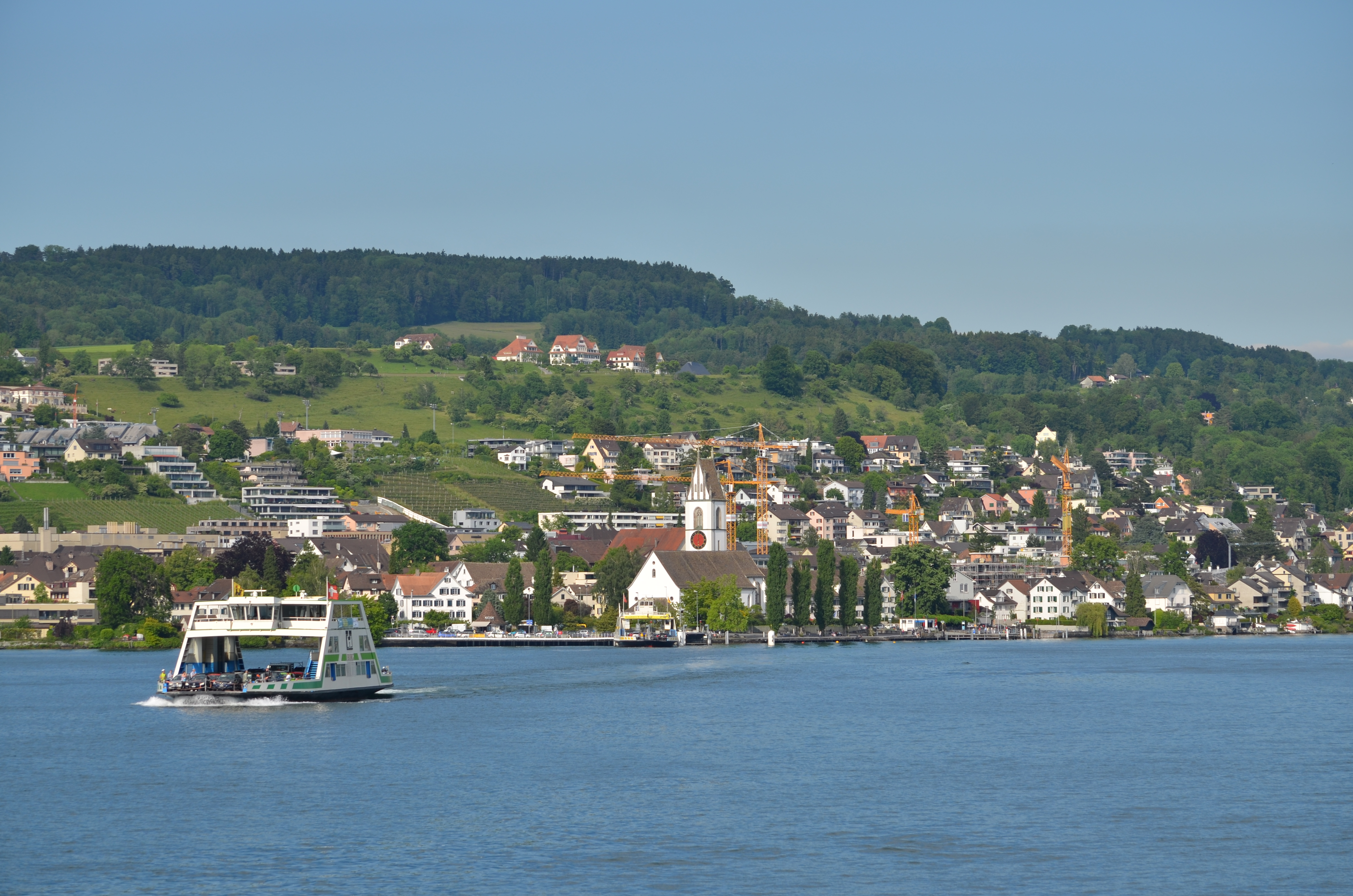
마일렌과 취리히 호수

2020년 12월 31일 기준, 마일렌의 인구는 14,539명이다. 2007년 기준으로 전체 인구의 16.5%가 외국인이다. 2008년 기준으로 인구의 성별 분포는 남성 47.6%, 여성 52.4%였다. 지난 10년 동안 인구는 12.2%의 비율로 증가했다. 2000년 기준, 인구 대부분은 독일어(87.6%)를 사용하며, 이탈리아어가 두 번째로 많이 사용(2.4%), 영어가 세 번째(1.7%)로 사용된다.
2007년 선거에서 가장 인기 있는 정당은 34.1%의 득표율을 기록한 SVP였다. 다음으로 가장 인기 있는 3개 정당은 FDP (23.1%), SPS (15.2%), CSP (10%)였다.
| 년도 | 인구   |
| ---- | ------ |
| 1634 | 1,107  |
| 1697 | 1,590  |
| 1799 | 3,034  |
| 1850 | 3,065  |
| 1900 | 3,213  |
| 1950 | 5,992  |
| 1970 | 9,881  |
| 2000 | 11,480 |

2000년 기준, 인구의 연령 분포는 어린이와 청소년(0~19세)이 전체 인구의 18.9%, 성인(20~64세)이 63%, 노인(64세 이상)이 18.1%를 차지한다. 마일렌에서는 인구의 약 83.9%(25-64세)가 비필수 고등교육 또는 추가 고등교육(대학 또는 응용학문대학)을 완료했다. 메이렌에는 5,315세대가 있다.
마일렌의 실업률은 2.06%이다. 2005년 기준으로 1차 경제 부문에 151명이 고용되어 있으며, 이 부문에 약 41개 기업이 참여하고 있다. 1514명이 2차 부문에 고용되어 있고, 이 부문에 93개의 기업이 있다. 3418명이 3차 부문에 고용되어 있으며, 이 부문에는 482개의 기업이 있다. 2007년 기준으로 노동 인구의 43%가 상근직이고, 57%가 시간제 근로자이다.

2008년 현재 마일렌에는 3,217명의 가톨릭 신자와 5,337명의 개신교 신자가 있다. 2000년 인구 조사에서 종교는 몇 가지 더 작은 범주로 분류되었다. 인구 조사에서 49.9%는 일종의 개신교였으며, 47.9%는 스위스 개혁 교회에, 2%는 다른 개신교 교회에 속했다. 인구의 26.5%가 가톨릭 신자였다. 나머지 인구 중 3%는 이슬람교, 5.3%는 다른 종교(목록에 없음), 3%는 무교, 14.7%는 무신론자 또는 불가지론자였다.

## 볼거리

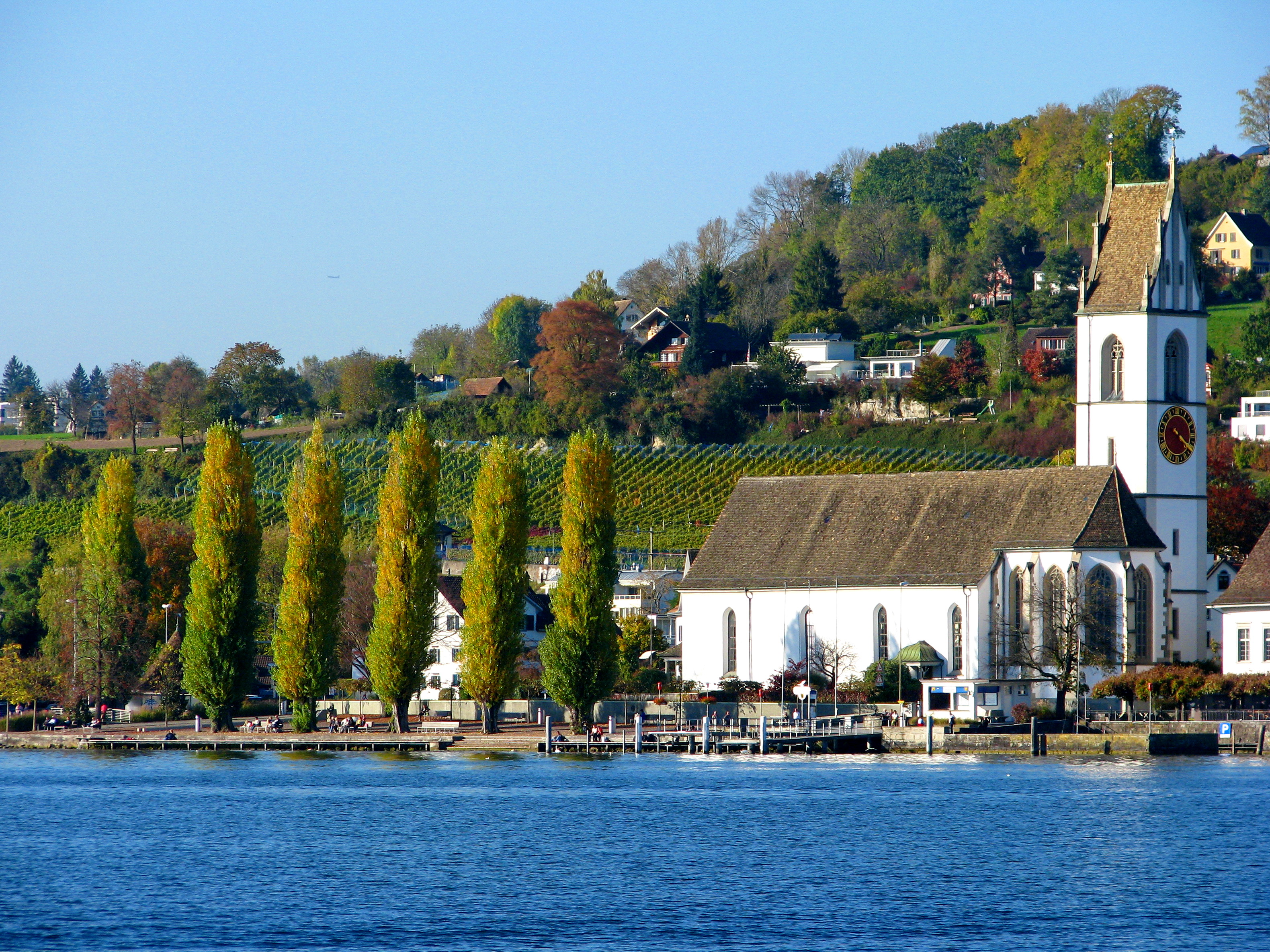
마일렌 교회와 와인창

개신교 교회는 호숫가에 위치하고 호수에서 도시의 전망을 지배한다. 교회의 역사는 7세기 예배당으로 거슬러 올라간다. 현재의 교회는 1493년에 세워졌다.
마일렌에서 가장 오래된 선술집은 뢰벤(사자)이다. 선술집은 여전히 사용 중이지만, 1958년부터 지자체가 소유하고 있다. 본당은 현재 정치 및 문화 행사에 사용된다.
프리트베르크(또는 현지에서 부르크로 알려짐)에 위치한 여관 추어 부르크(zur Burg)는 1676년에 지어졌다. 많은 조각 장식이 있는 매력적인 건물이다.
제호프, 제할데 및 그뤼에네 호프를 포함한 여러 맨션이 있다. 제호프 맨션은 1767-1769년에 지어졌으며 원래 성공적인 섬유 생산자 Felix Oeri-Lavater의 주택이었다. 맨션 제할데는 와인 무역이 전성기인 16세기에 지어졌다. 그뤼에네 호프 맨션은 펠트마일렌에 있다. 1682년에서 1684년 사이에 지어졌다.

### 문화유산
취리히 호수 호숫가에 위치한 마일렌–로렌하브는 유네스코 세계문화유산으로 지정된 56개의 스위스 유적지 중 일부이다. 호수가 시간이 지남에 따라 크기가 커졌기 때문에 원래 말뚝은 현재 406m의 수위 아래 약 4m에서 7m이다.

## 교통
마일렌 내에는 두 개의 기차역이 있다. 마일렌역은 취리히 S-반의 S6, S7, SN7 노선이 운행된다. 헤를리베르크-펠트마일렌역은 S6 및 S16 노선이 운행된다. 낮에는 S16 라인이 헤를리베르크-펠트마일렌에서 종료되지만, 저녁에는 마일렌까지 연장된다.
마일렌은 지역 버스 노선의 중요한 역이기도 하다.
여름에는 취리히제-해운회사에서 운영하는 취리히와 라퍼스빌로 가는 정기 보트가 호수를 따라 운행된다. 호르겐-마일렌 자동 페리는 호수 반대편에 있는 호르겐과 마일렌을 연결하며, 해당 페리 노선의 선박 중 하나는 마일렌이라는 이름을 가지고 있다.